# Zenon Frydrychowicz
Zenon Frydrychowicz (* 20. Dezember 1851 in Tuchel, Westpreußen; † 26. Februar 1929 in Bydgoszcz, Republik Polen)  war ein polnischer Jurist in der Provinz Posen und in Polen. Er war Amtsgerichtsrat und erster polnischer Gerichtspräsident in Bydgoszcz.

## Leben
Der Vater Franciszek Frydrychowicz war Abgeordneter und patriotischer Aktivist in Tuchel, die Mutter Maria, geborene Malinowska Tochter des Bürgermeisters von Gollub und Schwester des Gelehrten Francy Ksawery Malinowski. Der Bruder Romuald Frydrychowicz wurde Priester und wichtiger Regionalhistoriker.
Zenon Frydrychowicz besuchte die Grundschule in Tuchel, das Progymnasium in Pelplin und das Gymnasium in Konitz. Dort gründete er mit Anton Wolszlegier eine Ortsgruppe der Gesellschaft der Philomaten. Danach studierte er Rechtswissenschaft in Breslau.
Seit 1875 war Frydrychowicz im Gerichtswesen tätig. 1881 wurde er Amtsrichter in Koschmin in der Provinz Posen. Vor 1901 wurde er Amtsgerichtsrat in Bromberg (Bydgoszcz), was er 1912 noch war.
1920 wurde Zenon Frydrychowicz nach der staatlichen Unabhängigkeit der erste polnische Gerichtspräsident in Bydgoszcz.
Zenon Frydrychowicz erhielt den Orden der nationalen Wiedergeburt Polens und den Piusorden (Komtur).
Er veröffentlichte
- mit Julius Brachvogel: Handbuch des Grundbuchrechts, Berlin 1901